# 차하르 몽골어
차하르 몽골어(Chakhar, 몽골어: ᠴᠠᠬᠠᠷ Цахар)는 내몽골 중부에서 주로 쓰이는 몽골어의 방언이다. 대략 시린골 맹과 울란차브 일대에 분포한다. 차하르 몽골어는 몽골 문자로 표기되는 내몽골 자치구의 표준 몽골어의 기반이 되었다. 한편 음운적으로 가까운 할하 몽골어는 현대 몽골의 키릴 문자로 쓰이는 표준 몽골어의 기반이 되었다.

## 같이 보기
- 차하르부